# دونهوانغ
دونهوانغ (بالإنجليزية: Dunhuang)‏ و (بالصينية: 敦煌市) وهي مدينة تقع في الصين تقع شمال غرب محافظة قانسو في الصين الغربية وهي على طريق الحرير بالقُرب من كهوف موغاو وتسمى هذه المدينة في بعض الأحيان شازهو أو مدينة الرمال، يبلغ عدد سُكان هذه المدينة 187,578 نسمة ومساحتها 1,142 متر مربع.

## المناخ
يظهر الجدول التالي التغييرات المناخية على مدار السنة لدونهوانغ:
| البيانات المناخية لـدونهوانغ                | البيانات المناخية لـدونهوانغ | البيانات المناخية لـدونهوانغ | البيانات المناخية لـدونهوانغ | البيانات المناخية لـدونهوانغ | البيانات المناخية لـدونهوانغ | البيانات المناخية لـدونهوانغ | البيانات المناخية لـدونهوانغ | البيانات المناخية لـدونهوانغ | البيانات المناخية لـدونهوانغ | البيانات المناخية لـدونهوانغ | البيانات المناخية لـدونهوانغ | البيانات المناخية لـدونهوانغ | البيانات المناخية لـدونهوانغ |
| الشهر                                       | يناير                        | فبراير                       | مارس                         | أبريل                        | مايو                         | يونيو                        | يوليو                        | أغسطس                        | سبتمبر                       | أكتوبر                       | نوفمبر                       | ديسمبر                       | المعدل السنوي                |
| ------------------------------------------- | ---------------------------- | ---------------------------- | ---------------------------- | ---------------------------- | ---------------------------- | ---------------------------- | ---------------------------- | ---------------------------- | ---------------------------- | ---------------------------- | ---------------------------- | ---------------------------- | ---------------------------- |
| متوسط درجة الحرارة الكبرى °م (°ف)           | −0.8 (30.6)                  | 4.9 (40.8)                   | 12.7 (54.9)                  | 21.2 (70.2)                  | 27.0 (80.6)                  | 30.9 (87.6)                  | 32.7 (90.9)                  | 31.7 (89.1)                  | 26.8 (80.2)                  | 18.8 (65.8)                  | 8.4 (47.1)                   | 0.6 (33.1)                   | 17.9 (64.2)                  |
| متوسط درجة الحرارة الصغرى °م (°ف)           | −14.6 (5.7)                  | −10.5 (13.1)                 | −3.2 (26.2)                  | 4.1 (39.4)                   | 9.6 (49.3)                   | 13.9 (57.0)                  | 16.4 (61.5)                  | 14.6 (58.3)                  | 8.5 (47.3)                   | 0.6 (33.1)                   | −5.5 (22.1)                  | −12 (10)                     | 1.8 (35.3)                   |
| الهطول مم (إنش)                             | 0.8 (0.03)                   | 0.8 (0.03)                   | 2.1 (0.08)                   | 2.4 (0.09)                   | 2.4 (0.09)                   | 8.0 (0.31)                   | 15.2 (0.60)                  | 6.3 (0.25)                   | 1.5 (0.06)                   | 0.8 (0.03)                   | 1.3 (0.05)                   | 0.8 (0.03)                   | 42.4 (1.65)                  |
| متوسط أيام هطول الأمطار (≥ 0.1 mm)          | 1.5                          | 0.9                          | 1.2                          | 1.3                          | 1.3                          | 3.7                          | 4.8                          | 2.6                          | 0.9                          | 0.5                          | 1.1                          | 1.3                          | 21.1                         |
| متوسط الرطوبة النسبية (%)                   | 52                           | 40                           | 35                           | 31                           | 33                           | 42                           | 45                           | 45                           | 45                           | 45                           | 51                           | 55                           | 43                           |
| ساعات سطوع الشمس الشهرية                    | 219.0                        | 218.6                        | 254.9                        | 282.4                        | 320.2                        | 313.6                        | 318.9                        | 316.1                        | 296.1                        | 280.8                        | 230.4                        | 206.8                        | 3٬257٫8                      |
| نسبة وصول أشعة الشمس                        | 74                           | 73                           | 69                           | 71                           | 72                           | 70                           | 70                           | 75                           | 79                           | 82                           | 77                           | 72                           | 74                           |
| المصدر: China Meteorological Administration |                              |                              |                              |                              |                              |                              |                              |                              |                              |                              |                              |                              |                              |

## معرض صور

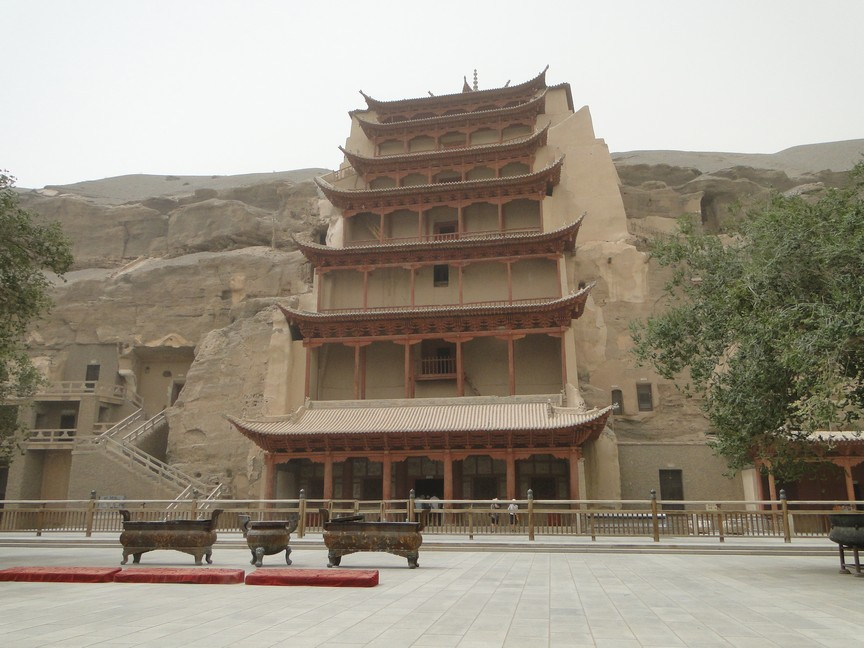
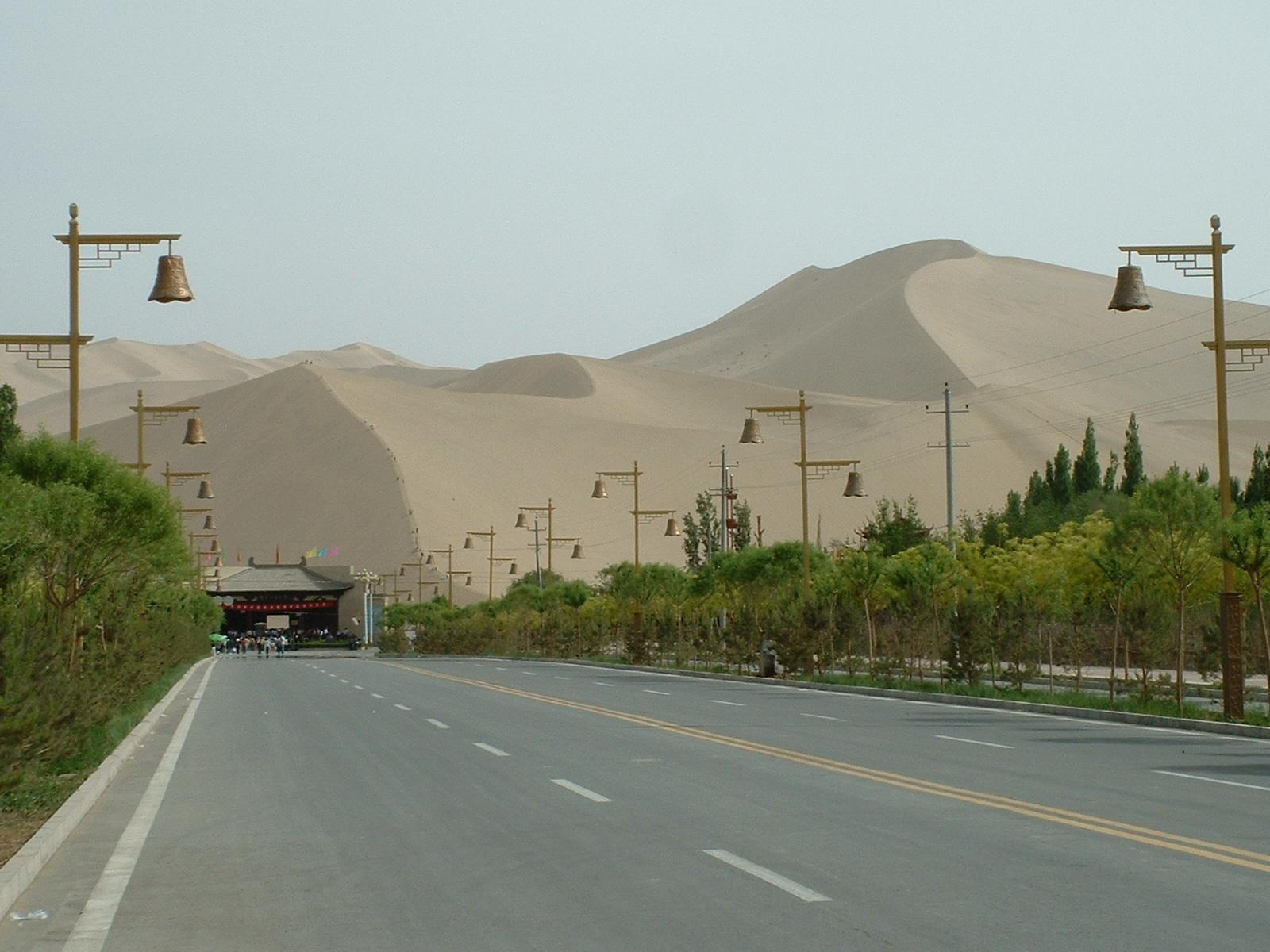
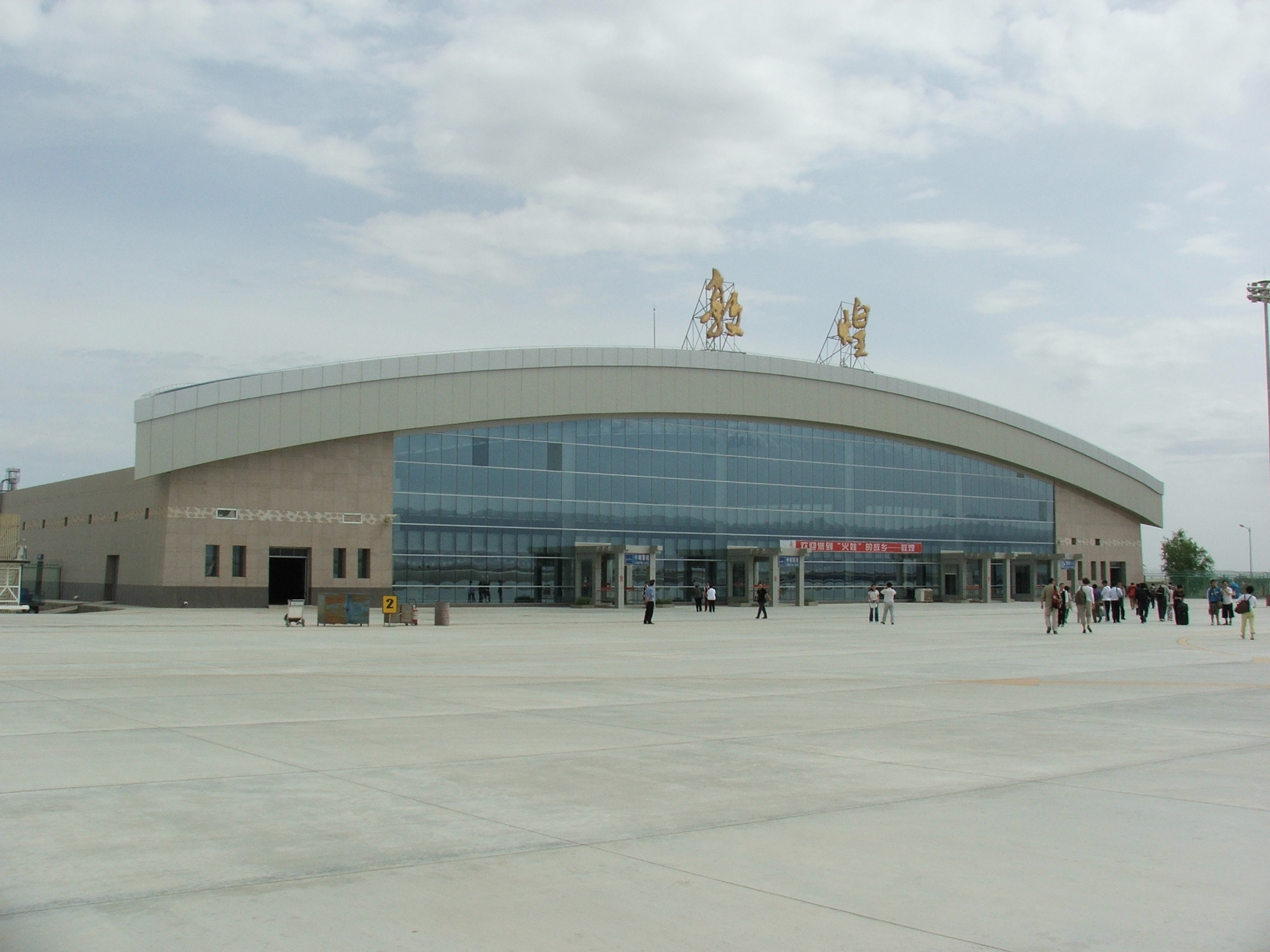
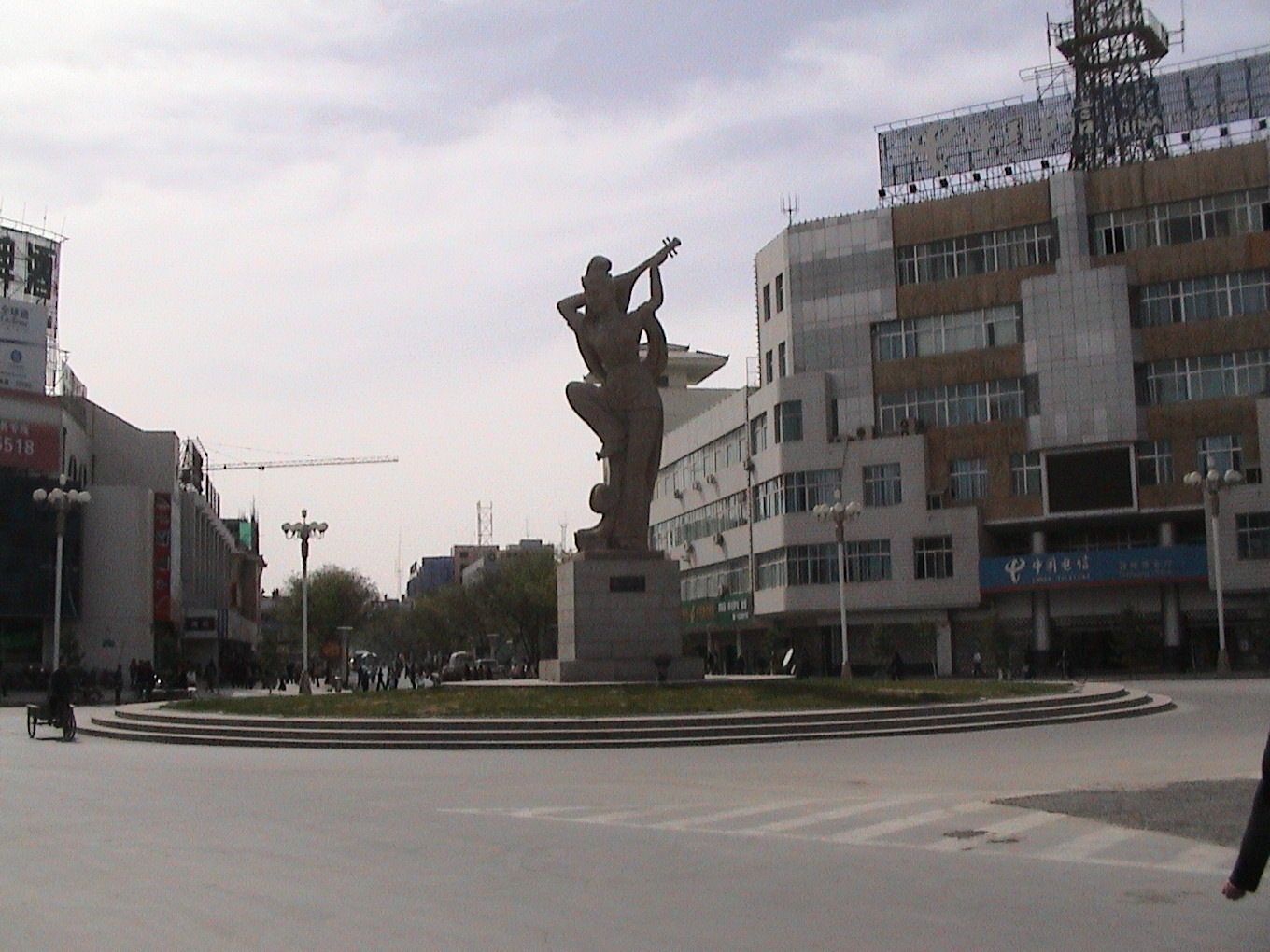

## توأمة
لدونهوانغ اتفاقيات توأمة مع:
- كاماكورا [3]